# 地区連銀景況報告
地区連銀景況報告（ちくれんぎんけいきょうほうこく　英：Summary of Commentary on Current Economic Conditions）とは、アメリカ合衆国を12の地区に分け、それぞれの地区を管轄する12の地区の連邦準備銀行が自行の管轄する地域経済の分析・報告データをまとめた報告レポートのことである。各地区連銀が、それぞれの管轄地区の経済情勢について総合判断を示すほか、物価、賃金・雇用、消費、製造、金融、不動産、サービスなどの状況についてなどの状況についてもそれぞれ項目立てて言及がなされている。1年に8度、連邦公開市場委員会が行われる2週間前の水曜日に連邦準備制度理事会によって公開される。

## 報告内容の相場への影響
連邦公開市場委員会では、この報告レポートを参考資料として会合を行うため、この報告レポートの内容は米国の金融・経済政策に影響を及ぼす。そのため、報告レポートの内容が株式市場などの相場に影響を与えやすいことから、この報告レポートの内容に対する投資家や金融関係者からの注目度が高くなる特徴がある。例えば、2014年6月の公表時には、地区連銀経済報告に「12地区全地域で経済が拡大した」との記載がなされた結果、米国の株式市場の指数の一つS&P500は上昇し、最高値を更新したなどの事例がある。

## 脚註

### 註釈
1. ↑  報告レポートの表紙のカラーがベージュ色のため、ベージュブック（英：Beige book）とも呼ばれる[1][2]。
2. ↑  それぞれの地区の連邦準備銀行を、地区連銀と省略するのが一般的である。12の地区連銀は、アトランタ、ボストン、シカゴ、ミネアポリス、ニューヨーク、フィラデルフィア、セントルイス、クリーブランド、ダラス、カンザスシティー、リッチモンド、サンフランシスコの各連銀で構成される。[1]
3. ↑  各地区連銀ごとに商業銀行の行員、経済学者、市場の専門家らで構成した会議体で出された意見などを踏まえた12の地域経済レポートを、１つのものに取りまとめたものが報告書となる[3]。